# А может это сон?…
«А может это сон?…» — второй студийный альбом группы «Uma2rmaH», выпущенный  19 ноября 2005 года на музыкальном лейбле Velvet Music.
По словам Владимира Кристовского, диск записывался "в состоянии аврала": выпускающий лейбл требовал закончить альбом перед выступлением группы в "Олимпийском". С тех пор группа дала себе зарок: "Не будем завершать работу, пока она не будет нас полностью устраивать. Вначале всё сделаем, а потом уже будем думать о контракте и сроках релиза!".
Премьера диска состоялась в день выступления группы в спорткомплексе «Олимпийский».

## Список композиций
1. Письмо Уме — 3:12
2. Он придёт — 4:04
3. Всё будет хорошо — 4:58
4. Скажи — 4:13
5. Эй, толстый — 2:47
6. Китаец Чонь Суй — 2:45
7. Зачем — 5:01
8. Всё, как обычно — 4:09
9. Теннис — 3:41
10. Колыбельная — 2:59
11. А может это сон — 5:34
12. Ты далеко — 4:15
13. Кто-то в городе — 4:04
14. Птица счастья  — 4:08
15. В голове моей Г — 3:34
16. Река — 4:26
17. Кино — 3:28
18. Кино (La Track) — 3:00

## Рецензии
Вторичность «нового» материала прямо-таки обескураживает. Альбом начинается песней «Письмо Уме» (что-то вроде второй серии, только гораздо хуже первой), а заканчивается балладой «Река», поверх которой кое-где можно напевать текст «Проститься». Пока неясно - то ли это попытка повторно воспользоваться достижениями дебютной пластинки, то ли ничего нового музыканты сказать не могут. Если так, то это уже тревожный знак - тот самый случай, когда второй альбом заставляет серьёзно задуматься о дальнейшей судьбе исполнителя. Если в начале «творческого пути» братьев Кристовских казалось, что он будет долгим и успешным, то сейчас уверенности в этом нет. Конечно, на второй альбом разогретых поклонников ещё хватит, но что потом? Двигаться вперёд у группы явно не получается; кроме того, что «Уматурман» стала «UMA2RMAH», никаких качественных изменений не происходит. А однообразие рано или поздно надоедает.
 — пишет сайт KM.RU